# Frank Rösler
Frank Rösler (* 29. Januar 1945 in Dresden) ist ein deutscher Psychologe.

## Leben und Wirken
Frank Rösler studierte Psychologie, Philosophie und Physiologie an der Universität Hamburg. Anschließend war er bis 1983 als wissenschaftlicher Assistent an der Christian-Albrechts-Universität zu Kiel tätig, wo er 1976 auf dem Gebiet der Psychophysiologie die Promotion erlangte und 1983 habilitiert wurde. Forschungsaufenthalte führten ihn während dieser Zeit nach Kanada, Australien und in die USA.
1986 wurde er auf den Lehrstuhl für Allgemeine und Biologische Psychologie an der Philipps-Universität Marburg berufen. Nach seiner Emeritierung 2010 war er zunächst Seniorprofessor an der Universität Potsdam und ist seit 2013 Seniorprofessor an der Universität Hamburg.
In seine Forschung untersucht er die biologischen Grundlagen kognitiver Prozesse (insb. Gedächtnis und Sprache) sowie die Neuroplastizität bei erworbenen oder angeborenen Schädigungen des Nervensystems. Er zählt zu den „Pionieren der elektrophysiologischen Erforschung von Sprachverstehensprozessen“.
Neben der Lehrtätigkeit war Frank Rösler lange Zeit Mitglied des Senates und des Bewilligungsausschusses für Sonderforschungsbereiche der Deutschen Forschungsgemeinschaft. 2001 wurde er als Mitglied der Leopoldina – Nationale Akademie der Wissenschaften aufgenommen und ist derzeit Mitglied des Präsidiums der Leopoldina.
Als vielzitierter Wissenschaftler hat Rösler 2021 laut Scopus einen h-Index von 47.

## Ehrungen und Auszeichnungen
- Ehrung des wissenschaftlichen Lebenswerks durch die Deutsche Gesellschaft für Psychologie (2012)
- Max-Planck-Forschungspreis für Internationale Kooperation (2002)
- Mitglied der Deutschen Akademie der Naturforscher Leopoldina (2001)[3]
- Wilhelm-Wundt-Medaille der Deutschen Gesellschaft für Psychologie (2000)
- Ehrenmitglied der Deutschen Gesellschaft für Psychologie (2000)

## Publikationen (Auswahl)
- Rösler, F. (1982). Hirnelektrische Korrelate Kognitiver Prozesse. Berlin, Heidelberg, New York: Springer.
- Rösler, F. (Ed.). (1998). Enzyklopädie der Psychologie: C/I/5. Ergebnisse und Anwendungen der Psychophysiologie. Göttingen: Hogrefe.
- Rösler, F. (Ed.). (2000). Enzyklopädie der Psychologie: C/I/4. Grundlagen und Methoden der Psychophysiologie (1st). Göttingen: Hogrefe.
- Rösler, F. (2011). Psychophysiologie der Kognition: Eine Einführung in die Kognitive Neurowissenschaft. Heidelberg: Spektrum Akad. Verl.
- Rösler, F. (2013). Jeder Lernvorgang verändert Struktur und Funktion des Gehirns – in Matthias Eckoldt „Kann das Gehirn das Gehirn verstehen?“, Carl-Auer-Verlag